# 屏边桂
屏边桂（学名：Cinnamomum pingbienense）为樟科肉桂属的植物，是中国的特有植物。分布在中国大陆的贵州、广西、云南等地，生长于海拔550米至1,100米的地区，常生于石灰岩山山坡、谷地常绿阔叶林中以及水边，目前尚未由人工引种栽培。